# Miasto Pula
Miasto Pula (chorw. Grad Pula) – jednostka administracyjna w Chorwacji, w żupanii istryjskiej. W 2011 roku liczyła 57 460 mieszkańców.